# Фрейхейд
Фрейхейд (англ. Vryheid) — город на востоке Южно-Африканской Республики, на территории провинции Квазулу-Натал. Входит в состав района Зулуленд.

## История
Город был основан бурами на землях, подаренных им инкоси зулусов Динузулу в обмен на оказание ему с их стороны военной помощи. В период с 1884 по 1888 годы Фрейхейд являлся столицей бурского государства Ниёве Републик.

## Географическое положение
Город находится в северной части провинции, к северу от верховьев реки Белая Умфолози, на расстоянии приблизительно 200 километров к северо-северо-востоку (NNE) от административного центра провинции Питермарицбурга. Абсолютная высота — 1112 метров над уровнем моря.

## Население
По данным официальной переписи 2001 года, население составляло 15 021 человека, из которых мужчины составляли 47,63 %, женщины — соответственно 52,37 %. Белые составляли 55,89 % от населения города; негры — 36,93 %; цветные — 4,87 %; азиаты — 2,32 %. Наиболее распространённые среди горожан языки — африкаанс (42,21 %), зулу (34,38 %) и английский (19,85 %).

## Транспорт
Сообщение Фрейхейда с другими городами осуществляется посредством железнодорожного и автомобильного транспорта.
Также в окрестностях города расположен одноимённый аэропорт (ICAO: FAVY, IATA: VYD).

## Уроженцы
- Хендрикс, Йохан (р. 1973) — регбист